# 雷德布拉什 (北卡羅萊納州)
雷德布拉什（英語：Red Brush）是位於美國北卡羅萊納州薩里縣的非建制地區。

## 地理
雷德布拉什所處的海拔為高於海平面410米（即1345英呎），而該地所採用的時區為UTC-5，即北美东部时区（EST）。同時該地設有夏令時間，為UTC-5調快一小時，即UTC-4（EDT）。